# 콜리마주

콜리마 주

콜리마주(스페인어: Colima)는 멕시코 서부에 위치한 주로 주도는 콜리마이며 면적은 5,627km2, 인구는 672,995명(2012년 기준), 인구 밀도는 120명/km2이다. 1856년 12월 9일에 신설되었으며 10개 지방 자치체를 관할한다. 멕시코에서 인구가 가장 적은 주이며 북쪽으로는 할리스코주, 남쪽으로는 미초아칸주, 서쪽으로는 태평양과 접한다.

주기
주 문장

## 인구
| 연도 | 인구    | ±%     |
| ---- | ------- | ------ |
| 1895 | 55,718  | —      |
| 1900 | 65,115  | +16.9% |
| 1910 | 77,704  | +19.3% |
| 1921 | 91,749  | +18.1% |
| 1930 | 61,923  | −32.5% |
| 1940 | 78,806  | +27.3% |
| 1950 | 112,321 | +42.5% |
| 1960 | 164,450 | +46.4% |
| 1970 | 241,153 | +46.6% |
| 1980 | 346,293 | +43.6% |
| 1990 | 428,510 | +23.7% |
| 1995 | 488,028 | +13.9% |
| 2000 | 542,627 | +11.2% |
| 2005 | 567,996 | +4.7%  |
| 2010 | 650,555 | +14.5% |
| 2015 | 711,235 | +9.3%  |
| 2020 | 731,391 | +2.8%  |